# Davis Cup 1902
Davis Cup 1902 beschrijft de tweede editie van het toernooi om de Davis Cup, het meest prestigieuze tennistoernooi voor landen dat sinds 1900 elk jaar wordt gehouden.
De Verenigde Staten wonnen voor de tweede keer de Davis Cup (destijds nog de International Lawn Tennis Challenge genoemd) door de Britse Eilanden met 3-2 te verslaan.
Net als tijdens de eerste uitvoering, werd ook dit keer in de Verenigde Staten gespeeld.

## Finale
Verenigde Staten -  Britse Eilanden 3-2 (Brooklyn, Verenigde Staten, 6-8 augustus)
Algemeen · Opzet · Finales · Winnaars 
 België ·  Nederland ·  Aruba ·  Nederlandse Antillen 

1900 · 1901 · 1902 · 1903 · 1904 · 1905 · 1906 · 1907 · 1908 · 1909 · 1910 · 1911 · 1912 · 1913 · 1914 · 1915 · 1916 · 1917 · 1918 · 1919 · 1920 · 1921 · 1922 · 1923 · 1924 · 1925 · 1926 · 1927 · 1928 · 1929 · 1930 · 1931 · 1932 · 1933 · 1934 · 1935 · 1936 · 1937 · 1938 · 1939 · 1940 · 1941 · 1942 · 1943 · 1944 · 1945 · 1946 · 1947 · 1948 · 1949 · 1950 · 1951 · 1952 · 1953 · 1954 · 1955 · 1956 · 1957 · 1958 · 1959 · 1960 · 1961 · 1962 · 1963 · 1964 · 1965 · 1966 · 1967 · 1968 · 1969 · 1970 · 1971 · 1972 · 1973 · 1974 · 1975 · 1976 · 1977 · 1978 · 1979 · 1980 · 1981 · 1982 · 1983 · 1984 · 1985 · 1986 · 1987 · 1988 · 1989 · 1990 · 1991 · 1992 · 1993 · 1994 · 1995 · 1996 · 1997 · 1998 · 1999 · 2000 · 2001 · 2002 · 2003 · 2004 · 2005 · 2006 · 2007 · 2008 · 2009 · 2010 · 2011 · 2012 · 2013 · 2014 · 2015 · 2016 · 2017 · 2018 · 2019 · 2020-2021 · 2022 · 2023 · 2024 · 2025